# (14968) Kubáček
(14968) Kubáček (1997 QG) – planetoida z pasa głównego asteroid okrążająca Słońce w ciągu 4,11 lat w średniej odległości 2,57 j.a. Odkryta 23 sierpnia 1997 roku.